# Clive West
Clive West (Griffith, New South Wales, Australië, 15 juli 1939 - Bennekom, 27 augustus 2004) was een hoogleraar aan onder meer Wageningen University die zich onder meer intensief heeft beziggehouden met onderzoek naar micronutriënten in ontwikkelingslanden. Hij heeft meer dan 400 publicaties op zijn naam staan en heeft circa 40 promovendi begeleid, met name in Afrika en Azië.
Clive West studeerde biochemie aan de Universiteit van Sydney. In 1966 promoveerde hij (PhD) aan de Universiteit van New England in Armidale (New South Wales, Australië), op het onderwerp van de stofwisseling van vrije vetzuren in schapen. Aan dezelfde universiteit ontving hij in 1991 de Doctor of Science (DSc) titel.
Na drie jaar werkzaam geweest te zijn op het gebied van de nutritionele biochemie aan het Unilever Research Laboratorium in Bedford (Verenigd Koninkrijk), werd hij benoemd tot "Research Fellow" aan de Australische Nationale Universiteit in Canberra in 1968. Hier voerde hij dierexperimenteel onderzoek uit op het gebied van de cholesterolstofwisseling evenals op het gebied van vetzuren en kanker. Een artikel over de scheiding van lipoproteïnen, dat hij samen met Redgrave en Roberts schreef, werd een klassieker.
In 1976 verhuisde Clive West naar Afrika, waar hij aan de Ahmadu Bello Universiteit in Zaria, Nigeria werd benoemd tot Senior Lecturer in de biochemie. Hier zag hij de gevolgen van deficiënties van micronutriënten bij kinderen, en deed ook onderzoek naar door vitamine A deficiëntie veroorzaakte blindheid.
In 1979 trad hij toe tot de toen net opgerichte vakgroep Humane Voeding van wat destijds nog de Landbouwhogeschool Wageningen heette, waar hij meehielp aan het opbouwen van de vakgroep. Clive West is hier bijna 25 jaar, tot zijn dood, werkzaam geweest.
Hij heeft verder hoogleraarposities ("visiting professor") vervuld aan de Emory Universiteit in Atlanta (VS) en later ook aan het Universitair Medisch Centrum in Nijmegen.
Zijn wetenschappelijk meest geprezen publicaties hebben betrekking op de biologische beschikbaarheid van bètacaroteen. Grote groepen mensen die om wat voor reden dan ook geen of weinig dierlijke producten binnenkrijgen, zijn aangewezen op bètacaroteen in groenten en fruit om in hun behoefte aan vitamine A te voorzien. Hij ontdekte dat carotenen uit groenten en fruit veel minder goed worden opgenomen dan voorheen werd gedacht. Om deze reden kan volgens Clive West de consumptie van groenten en fruit maar weinig bijdragen aan de opheffing van het grote tekort aan vitamine A in ontwikkelingslanden. Het heeft lang geduurd voordat deze ontdekking werd erkend, want lang is de consumptie van groene bladgroenten gezien als belangrijke remedie tegen xeroftalmie en andere vitamine A deficiëntieziekten. Inmiddels heeft het Institute of Medicine de conversiefactor voor bètacaroteen naar vitamine A gehalveerd van 1:6 naar 1:12, een getal dat Clive West nog niet ver genoeg vond gaan. Voor één microgram vitamine A zou wel 21 microgram bètacaroteen nodig zijn in plaats van de zes microgram.
Onder leiding van Clive West werd veldonderzoek opgezet in onder meer Tanzania, Ethiopië, Indonesië, en Malawi, onder vaak moeilijke omstandigheden. Niettemin pionierde West in het opzetten van grootschalig placebogecontroleerd interventieonderzoek naar tekorten aan micronutriënten (met name vitamine A, zink en jodium) in ontwikkelingslanden, eerst in Indonesië en later in andere ontwikkelingslanden. Clive West ontdekte onder meer dan vitamine A deficiëntie een belangrijke factor is in het ontstaan van anemie, en dat zinkdeficiëntie waarschijnlijk een van de belangrijkste factoren is bij ondervoedingsgerelateerde groeistoornissen.
Clive West was zich ook bewust van de cruciale rol die wetenschappelijke gegevens over de voedselsamenstelling spelen in voedingsonderzoek, en had zitting in diverse comités en projectgroepen die zich met voedselsamenstelling bezighouden.
In 2003 ontving Clive West de Eijkman Medaille, een tweejaarlijkse medaille die wordt uitgereikt aan personen die zich verdienstelijk hebben gemaakt op het gebied van tropische geneeskunde in de meest uitgebreide zin. Een jaar later kreeg hij de Kellogg International Nutrition Award.
Op 15 juli 2004 stelde de afdeling Humane Voeding van de Wageningen Universiteit het Clive West Micronutrient Fonds (CWMF) in, als eerbetoon aan Clive West. Het fonds is bedoeld om onderzoekers in Afrika en Azië te helpen met hun werk op het gebied van micronutriënten.
Clive West overleed na een lang ziekbed in augustus 2004 aan de gevolgen van de ziekte van Kahler, een vorm van beenmergkanker. Hij werd op 2 september 2004 begraven, vijfhonderd personen woonden de afscheidsdienst in de oude kerk van Bennekom bij. In 2005 ontving hij een postuum eerbetoon van de "International Union of Nutritional Sciences" vanwege zijn bijdragen aan het voedingsonderzoek in ontwikkelingslanden en het opzetten van onderzoeksfaciliteiten aldaar.
Clive West was getrouwd en heeft twee kinderen, een dochter en een zoon.